# Hezihij
Hezihij, Hezihije ili Esihij (lat. Hesychius) († o. 426.), salonitanski nadbiskup (405. – 426.), nećak i nasljednik biskupa Simferija. Dopisivao se sa sv. Augustinom, sv. Jeronimom i sv. Ivanom Zlatoustim, a iz pisama što mu ga je uputio papa Zosim može se zaključiti da je de facto vršio službu dalmatinskog metropolita.
Dovršio je gradnju velike gradske bazilike u Saloni, čiju je gradnju započeo njegov prethodnik Simferij (391. – 405.). Za biskupa Hezehije, salonitanska je Crkva uzvišena na čast metropolije, čime je zadobila prvenstvo u rimskoj provinciji Dalmaciji.